# Datanglong
Datanglong è un genere estinto di carcharodontosauro Theropoda appartenente ai Tetanurae. Esisteva durante il primo Cretaceo (Barremiano-Albiano) nell'attuale Cina sud-orientale. Il nome generico combina un riferimento al bacino di Datang con il termine mandarino long, "drago".

## Descrizione
Il datanglong era un grande dinosauro predatore con una lunghezza stimata essere 7-8m.